# Ель-Кампо-де-Пеньяранда
Ель-Кампо-де-Пеньяранда (ісп. El Campo de Peñaranda) — муніципалітет в Іспанії, у складі автономної спільноти Кастилія-і-Леон, у провінції Саламанка. Населення — 315 осіб (2010).
Муніципалітет розташований на відстані близько 140 км на північний захід від Мадрида, 35 км на схід від Саламанки.
На території муніципалітету розташовані такі населені пункти: (дані про населення за 2010 рік)
- Альдеаюсте: 0 осіб
- Ель-Кампо-де-Пеньяранда: 315 осіб
- Ріолобос: 0 осіб

## Демографія
Динаміка населення (INE ):